# Horváth János (vasesztergályos)
Horváth János (Kispest, 1921. október 4. – Budapest, 1988. április 22.) vasesztergályos, pártpolitikus, 1952. január 5. és 1959. június 2. között az Állami Egyházügyi Hivatal elnöke.

## Életpályája
Szülei Horváth János cipészmester és Kump Margit. Felesége Barkóczi Márta volt, akitől öt gyermeke született. Eredeti foglalkozása vasesztergályos. A munkásmozgalomba 1936-ban kapcsolódott be. 1939-ben fölvették a Kommunisták Magyarországi Pártjába, de tagságát 1936-tól, ifjúmunkásságától elismerték. Illegális kommunista pártmunkát végzett. 1942-ben elfogták, 6 hónap börtönbüntetésre ítélték. 1944-ben részt vett a kőbányai fegyveres ellenállási mozgalomban. 1945-ben a Magyar Kommunista Párt központjában dolgozott. 1945. áprilistól a Sopron megyei, 1946-tól a Veszprém megyei pártbizottság titkára. 1947-től a Baranya megyei pártbizottság másodtitkára. 1948-tól a Magyar Dolgozók Pártja központi apparátusában dolgozott, 1949 és 1950 között ő volt a Vasútpolitikai Osztály vezetője. 1951-től az Állami Egyházügyi Hivatal (ÁEH) elnökhelyettese, majd 1952. január 5. és 1959. június 2. között az AEH elnöke volt. 1959-től 1972-ig a Textilalkatrészgyártó Vállalat igazgatója volt.